# 592
Évszázadok: 5. század – 6. század – 7. század
Évtizedek: 540-es évek – 550-es évek – 560-as évek – 570-es évek – 580-as évek – 590-es évek – 600-as évek – 610-es évek – 620-as évek – 630-as évek – 640-es évek
Évek: 587 – 588 – 589 – 590 –  591 – 592 – 593 – 594 – 595 – 596 – 597

## Események

### Bizánci Birodalom
- A bizánciak visszafoglalják Singidunumot (Belgrád) az avaroktól, de később ismét elveszítik a várost. Maurikiosz császár arra utasítja Priszkosz főparancsnokot, hogy a Duna mentén építsen ki védvonalat és akadályozza meg a szlávok áttelepülését a Balkánra.

### Európa
- Meghal Guntram, a meroving Frank Birodalom burgundiai részének királya. Örököse unokaöccse, II. Childebert, Austrasia királya.
- Egy "nagy mészárlást" (ami lehet a britonok ellen vesztett csata vagy belháború is) követően unokaöccse, Ceol elűzi trónjáról Ceawlin wessexi szász királyt. Ceawlin fia, Cuthwine száműzetésbe vonul.

### Japán
- A 72 éves Szusun császár le akar számolni a kényelmetlenül nagy hatalmú Szoga klán fejével, Szoga no Umakóval, de az előbb gyilkoltatja meg a császárt. A trónra Bidacu császár özvegye, a Szoga származású Szuiko kerül (első nőként a japán történelemben).

## Születések
- Kálid ibn al-Válid, arab hadvezér, Mohamed híve

## Halálozások
- március 28. – Guntram, frank király
- Szusun, japán császár

## Fordítás
- Ez a szócikk részben vagy egészben  a(z)   592 című angol Wikipédia-szócikk ezen változatának fordításán alapul.  Az eredeti cikk szerkesztőit annak laptörténete sorolja fel. Ez a jelzés csupán a megfogalmazás eredetét és a szerzői jogokat jelzi, nem szolgál a cikkben szereplő információk forrásmegjelöléseként.